# Bernardo II de Werle
Bernardo II, señor de Werle [-Güstrow] (h. 1320 - entre el 16 de enero y el 13 de abril de 1382) fue desde 1339 hasta 1347 Señor de Werle-Güstrow, desde 1347 hasta 1382 Señor de Werle-Waren y desde 1374 también Señor de Werle-Goldberg.
Fue el hijo menor de Juan II de Werle [-Güstrow] y su esposa Matilde de Brunswick-Grubenhagen.
Después de la muerte de su padre Juan II en 1337, su hermano Nicolás III gobernó Werle en solitario, hasta que Bernardo llegó a la mayoría de edad en 1339. Entonces ellos gobernaron conjuntamente hasta 1347. El 14 de junio de 1347, Werle fue dividido, y Bernardo asumió Werle-Waren. En 1374, Juan IV de Werle-Goldberg murió, y Bernardo heredó su territorio.
Fue mencionado como vivo, por última vez, en un documento datado el 16 de enero de 1382.

## Matrimonio y descendencia
Se casó en 1341 con Isabel (que murió entre 1391 y 1410), una hija del conde Juan "el Apacible" de Holstein-Plön. Tuvieron tres hijos:
- Juan VI de Werle-Waren
- Mirislava Werle-Waren, que se convirtió en monja
- Matilde de Werle-Waren, que se casó el 26 de febrero de 1377 con Enrique III de Mecklemburgo